# West Bend (Iowa)
West Bend è un comune degli Stati Uniti d'America, situato nello Stato dell'Iowa, diviso tra la contea di Palo Alto e la contea di Kossuth.